# ۷۸۵ (خورشیدی)
۷۸۵ هفتصد و هشتاد و پنجمین سال هجری خورشیدی است.